# Brown Ideye
Aide Brown Ideye (* 10. Oktober 1988 in Yenagoa) ist ein nigerianischer Fußballspieler. Der Stürmer stand zuletzt bei Göztepe Izmir unter Vertrag. Momentan ist er vereinslos.

## Karriere

### Verein
Ideye lancierte seine Karriere 2003 bei Bayelsa United. Ab 2006 spielte er für die Ocean Boys, mit denen er die Nigerian Football League gewann. Von Januar 2008 bis Dezember 2009 spielte Ideye bei Neuchâtel Xamax in der Schweiz. Im Januar 2010 wechselte er für eine Ablösesumme von 6 Millionen Euro zum FC Sochaux. Nach der Saison  2010/11 folgte ein Engagement beim ukrainischen Rekordmeister Dynamo Kiew. Der Verein bezahlte dafür eine Ablösesumme von 9 Millionen Euro. Nach nur einem Jahr bei West Bromwich Albion (2014/15) wechselte Ideye im Sommer 2015 zum griechischen Rekordmeister Olympiakos Piräus.

### Nationalmannschaft
Mit der nigerianischen U-20-Nationalmannschaft nahm er 2007 an der U-20-Fußball-Weltmeisterschaft in Kanada teil, wo er in fünf Spielen zum Einsatz kam und dabei gegen Costa Rica ein Tor erzielte.
Er gewann mit Nigeria bei der Afrikameisterschaft 2013 den Titel.

## Erfolge
- Griechischer Meister: 2015/16
- Afrikameister: 2013